# Paul Rolo
Paul Jacques Victor Rolo (* 6. November 1917; † 28. Oktober 1992) war ein Historiker.
Geboren wurde Rolo in einer prominenten sephardischen Bankiersfamilie in Alexandria. Sein Vater, Max Rolo (1888–1959), hatte sich frühzeitig aus dem familieneigenen Baumwollhandel zurückgezogen. Seine Mutter, Ivonne Edith Harari (1895–1980), war die Tochter von Sir Victor Pasha Harari und Schwester von Ralph Harari. Paul Rolo wurde er am Marlborough College und Balliol College, Oxford ausgebildet. Derweil heiratete seine Cousine Molly Rolo 1934 Samuel Segal, Baron Segal.
Im Krieg diente er beim Secret Intelligence Service in Kairo und wurde danach Tutor im Balliol. 1951–1982 lehrte er an der Keele University, wobei er 1972 zum Professor für Geschichte ernannt wurde. 
Mit seiner Ehefrau Rosemary, der Schwester von Hugh Carless, hatte er drei Kinder.

## Veröffentlichungen
- George Canning. Three biographical studies; 1965
- Entente Cordiale : the origins and negotiation of the Anglo-French agreements of 8. April 1904; 1969
- Britain and the Briand plan : the Common Market that never was; 1973